# Analyse et traitement informatique de la langue française
Analyse et traitement informatique de la langue française (ATILF) ist eine Forschungseinheit des französischen CNRS und der Universität Lothringen in Nancy.
Die Organisation entstand im Jahr 2001 durch die Vereinigung der beiden Institute Institut National de la Langue Française (INaLF) des CNRS und Langue Discours Cognition (LANDISCO) der ehemaligen Universität Nancy 2, die zusammen mit der Universität Metz 2012 die heutige Universität Lothringen bildete.
Sie ist an der internationalen Text Encoding Initiative und der europäischen Forschungsplattform Common Language Resources and Technology Infrastructure beteiligt.
Das ATILF betreibt die beiden Grossprojekte Trésor de la langue française  (TLF) und Dictionnaire du Moyen Français (DMF). Außerdem führt es im Portal Centre national de ressources textuelles et lexicales weitere französische Text- und Wörterbuchquellen zusammen. Aufgrund eines Vertrags mit der Académie française informatisiert es dessen Dictionnaire.

## Trésor de la langue française
Das Projekt Trésor de la langue française begann im Jahr 1960, als der damalige Universitätsrektor Paul Imbs (1908–1987) das Forschungszentrum  Centre de recherche pour un Trésor de la langue française (CRTLF) gründete. Dieses begann schon in einer frühen Phase der Informatik ein automatisiertes Wörterbuch der modernen französischen Sprache aufzubauen. Dafür wurde eine Vielzahl schriftlicher Quellen ausgewertet.
Das Institut Institut National de la Langue Française publizierte von 1971 bis 1994 eine erste Version des Trésor de la langue française in 16 gedruckten Bänden. 2004 erschien eine zweite Ausgabe des Trésor auf CR-ROM.
Seit 2002 ist das daraus entwickelte elektronische Wörterbuch Trésor de la langue française informatisé online abrufbar.

## Dictionnaire du Moyen Français
Das Institut ATILF forscht auch zur historischen Lexikografie und zur romanischen, speziell der galloromanischen Etymologie.
Ein neues Projekt des ATILF beabsichtigt, auch für das Altfranzösisch ein dem TLF vergleichbares informatisiertes Wörterbuch zu entwickeln.

## Französisches Etymologisches Wörterbuch
Der Schweizerische Nationalfonds zur Förderung der wissenschaftlichen Forschung lässt gemäß einer Vereinbarung mit dem CNRS beim ATILF in einem besonderen Projekt das von Walther von Wartburg (1888–1971) erstellte Französische Etymologische Wörterbuch (FEW) weiterentwickeln. Dieses Korpus enthält die älteren und auch moderne lexikalische Quellen des Französischen, des Frankoprovenzalischen, der Okzitanischen Sprache und des Gaskognischen.

## Personen
Die Leitung des ATILF lag von 2001 bis 2012 bei Jean-Marie Pierrel, von 2013 bis 2017 bei Eva Buchi und von 2018 bis 2022 bei Alex Boulton.
Zu den Forschungsbeauftragten am ATILF zählen auch die Vizedirektoren Michel Musiol, Professor der Universität Lothringen, und Yan Greub, Spezialist für historische Linguistik und Direktor des Glossaire des patois de la Suisse romande.